# 다르세나역
다르세나역 (Darsena)은 제노바 지하철의 역이다. 다르세나는 이탈리아어로 '부두'를 뜻하며 그 이름처럼 제노바 시의 옛 항구에 위치해 있다.
다르세나 역은 큼직한 중이층이 있어 역 구조가 아름다운 외관을 띄도록 한 것이 특징이며, 제노바 항구의 변천사를 보여주는 전시관이 있다. 역 출구는 총 두 곳이 있는데 하나는 북쪽에 있는 보도로 나가고 다른 하나는 알도모로 고가도로의 부둣가로 나간다. 다르세나 역의 공식 개업날짜는 2003년 7월 25일이지만 실제 운영은 그로부터 며칠이 지난 8월 7일에 들어갔다.